# Ауна ди Сопра (Болцано)
Ауна ди Сопра (итал. Auna di Sopra) је насеље у Италији у округу Болцано, региону Трентино-Јужни Тирол.
Према процени из 2011. у насељу је живело 224 становника. Насеље се налази на надморској висини од 1302 м.